# Масканьи, Марио
Ма́рио Маска́ньи (итал. Mario Mascagni; 21 декабря 1881, Сан-Миниато, Тоскана — 14 февраля 1948, Больцано, Трентино-Альто-Адидже) — итальянский композитор и музыкальный педагог. Двоюродный брат и ученик Пьетро Масканьи, отец Андреа Масканьи.

## Биография
В 1904 году возглавил духовой оркестр в Сиене, с которым занял первое место на конкурсе оркестров Тосканы. Затем руководил музыкальной школой в Удине, приняв участие в преобразовании её в Музыкальный лицей имени Якопо Томадини (1925); по мнению нынешнего директора консерватории Франко Калабретто, Масканьи можно назвать отцом-основателем консерватории, «выдающейся личностью, которой в Удине до сих пор не воздали по заслугам».
В 1927 году принял руководство новоучреждённым Музыкальным лицеем имени Джоакино Россини в Больцано и в 1939 году преобразовал его в Консерваторию Больцано имени Клаудио Монтеверди, директором которой продолжал оставаться до конца жизни.
Автор камерной музыки, различных переложений. В Удине опубликовал небольшой учебный курс теории музыки.